# Adidas Fussballliebe

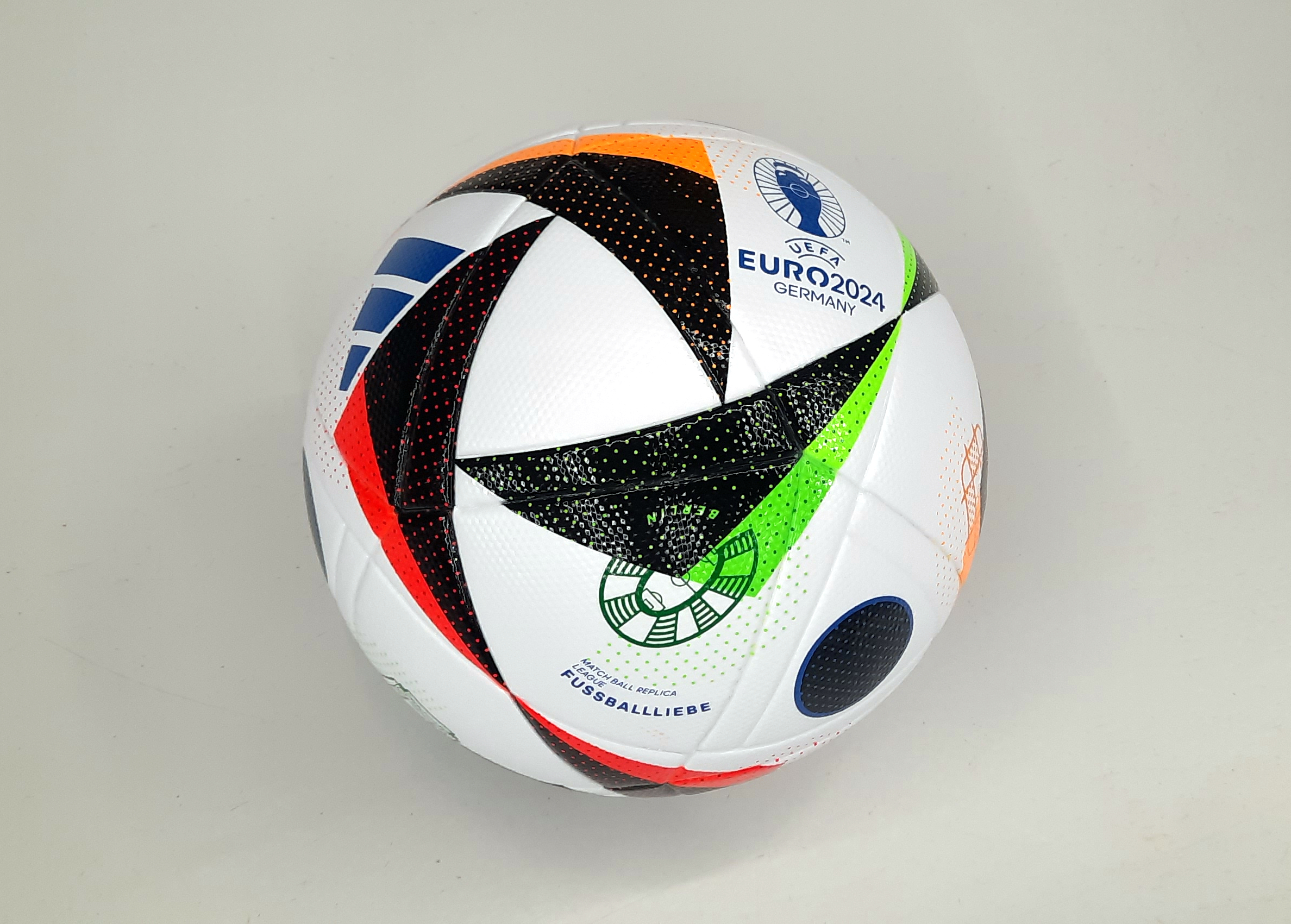
Piłka Fussballliebe

Fussballliebe to nazwa piłki używanej podczas Mistrzostw Europy 2024 odbywających się w Niemczech. Piłka ta używa tak zwanego systemu "Adidas Connected Ball Technology", który śledzi ruch piłki i pomaga podczas sprawdzania VAR'u. Piłka jest wykonana w 100% z recyklingu i zaprezentowana została 15 listopada 2023 na Stadionie Olimpijskim w Berlinie.

## Nazwa
Fussballliebe to nazwa piłki pochodząca z języka niemieckiego oznaczająca „Miłość do futbolu”. Nazwa ma wiązać miłość do piłki nożnej jak i do sportu.

## Wygląd i budowa
Piłka jest zrobiona z poliestru, który jest w 100% pozyskiwany z recyklingu, a tusz na bazie wody jest wykonany z materiałów pochodzenia biologicznego. Każda warstwa piłki zawiera włókna kukurydziane, trzcinę cukrową, miazgę drzewną i gumę. W piłce dominują kolory: biały, czarny i ciemno niebieski. Kombinacja kolorów została dobrana w celu uzupełnienia logo EURO 2024 wskazując, że miejsce to jest symbolem gościnności i różnorodności. Czarne  skrzydła, uzupełnione kolorowymi krawędziami i kropkami mają reprezentować ruch piłki i energię gry. Kolory mają symbolizować żywiołowość 24 uczestniczących krajów, a także prostotę piłki nożnej.  Projektując tę piłkę meczową, Adidas inspirował się pasją i różnorodnością turnieju.

## Parametry
- rozmiar 5 (69,5cm)
- 350g

Adidas stworzył też mniejsze wersje piłki ale nie są one używane podczas Mistrzostw Europy 2024.
Rozmiar 5 jest jedynym zaakceptowanym przez FIFA.